# Squanto
Squanto, vlastním jménem Tisquantum (asi 1580–1622) byl příslušník indiánského kmene Patuxetů, který byl v mládí na pobřeží Massachusetts zajat anglickými otrokáři a odvezen do Evropy. Roku 1614 se vrátil do vlasti, ale byl znovu zajat a prodán do Španělska. V roce 1619 opět připlul do Ameriky, avšak zjistil, že obyvatelé jeho vesnice mezitím vymřeli na zavlečené epidemie. Díky svým znalostem jazyků i místní přírody se spolu s náčelníkem Abenaků Samosetem stal významným pomocníkem výpravy Otců poutníků. Radil prvním evropským osadníkům, jak pěstovat místní plodiny a lovit zvěř, a byl také jejich prostředníkem při vyjednávání s domorodými kmeny. Na Squantovu paměť se v USA slaví Den díkůvzdání.[zdroj?] Byl po něm pojmenován nejsevernější poloostrov města Quincy ve státě Massachusetts – Squantum.
Jeho životem se volně inspiroval film Poslední velký bojovník.